# Derek Willis
Derek Willis, né le 21 juin 1995 à Lousville au Kentucky, est un joueur américain de basket-ball. Il évolue au poste d'ailier fort.

## Biographie
Au mois de juillet 2020, il s'engage pour une saison avec le New Basket Brindisi en première division italienne.
En juillet 2025, Willis rejoint le Paris Basketball, club qui participe à l'Euroligue 2025-2026.